# 梅斯维尔 (肯塔基州)
梅斯维尔（英語：Maysville）是美国肯塔基州梅森郡的一座城市，建立于1787年，面积约为55.4平方公里（21.4平方英里）。根据2020年美國人口普查，该市的人口为8,873人。